# Смулдерс, Карл
Карл Антон Смулдерс (иногда Шарль Смульдерс, нидерл. Carl Antoon Smulders; 8 мая 1863, Маастрихт — 21 апреля 1934, Льеж) — бельгийский композитор, пианист и музыкальный педагог нидерландского происхождения.
Сын фортепианного мастера Фредерика Смулдерса, работавшего также над карильонами (в частности, Смулдерсом-старшим была установлена новая клавиатура для карильона Базилики Святого Серватия).
В 1878—1886 годах изучал фортепиано и композицию в Льежской консерватории, преимущественно под руководством её директора Жана Теодора Раду. В качестве экзаменационной работы представил фортепианный концерт ля минор, удостоенный золотой медали; спустя десять лет Смулдерс с успехом исполнил его в Амстердаме с Оркестром Консертгебау под руководством Виллема Менгельберга, на этот концерт хвалебной статьёй откликнулся Альфонс Дипенброк. В 1891 году Смулдерс с кантатой «Андромеда» разделил бельгийскую Римскую премию с Гийомом Лекё.
Начиная с 1889 года Смулдерс преподавал в Льежской консерватории, и это побудило его принять бельгийское подданство. Тем не менее, несмотря на определённое влияние музыки Сезара Франка, он был больше связан с нидерландской музыкальной сценой. Его музыку продолжал играть Оркестр Консертгебау — в частности, симфонические поэмы Смулдерса «Песнь любви» и «Рош Ха-Шана» впервые прозвучали в 1902 году на Нидерландском музыкальном фестивале (во второй из поэм солировал виолончелист Исаак Моссел). Пропагандистом музыки Смулдерса выступал и Воутер Хютсенрёйтер с Утрехтским муниципальным оркестром.
В XX веке, однако, Смулдерс постепенно отошёл от занятий композицией: его позднее творчество ограничивается рядом патриотических сочинений для мужского хора, написанных в годы Первой мировой войны. Он работал над техническими усовершенствованиями фортепианной механики, а также опубликовал в 1906—1913 годах четыре романа, написанных на французском языке.
Фортепианный концерт Смулдерса записал в 1997 году пианист Иво Янссен c Симфоническим оркестром Нидерландского радио. Имя Смулдерса носит улица (нидерл. Carl Smulderssingel) в Маастрихте.
Среди учеников Рене Дефоссе и другие.